# Marco di Colonia
Il marco di Colonia (in ted. Kölnische Mar(c)k) è stata un'unità di peso pari a 233,856 grammi.
Era usata per il peso dei metalli ed è stata il riferimento per molte monete tra cui lo Joachimsthaler che veniva coniato su un piede di nove pezzi per un marco di Colonia.

## Storia
Era il marco più usato in Germania già nel XIII secolo. Fu usato come visto per il primo tallero ed in seguito anche per altri sistemi monetari
Nel 1554 un'ordinanza monetaria imperiale fissò il peso del Reichsthaler ad un contenuto d'argento pari ad 1/9 del marco di Colonia.. Quest'ordinanza fu la base dalla convenzione di Lipsia, del 1566, che estese la nuova moneta negli altri paesi di lingua tedesca.
Nel 1754, fu introdotto il Konventionsthaler che invece aveva un contenuto pari ad 1/10 del marco di Colonia, mentre la Prussia usava un tallero che conteneva argento pari ad 1/14 del marco di Colonia.
Il marco di Colonia fu in uso fino al 1857 quando fu introdotto il Vereinstaler che usava invece come riferimento la libbra metrica da 500 grammi.
Il marco era definito come mezza Pfund (libbra).
| Pfund (libbra) = | 2 Marks     | = 467.71 grammi  |
| Mark (marco) =   | 8 Unzen     | = 233.856 grammi |
| Unze (oncia) =   | 2 Lot       | = 29.232 grammi  |
| Lot (Lot) =      | 4 Quentchen | = 14.616 grammi  |
| Quentchen =      | 4 Pfennig   | = 3.654 grammi   |
| Pfennig =        | 1/16 Lot    | = 0.9135 grammi  |
| Gran (grano) =   | 1/18 Lot    | = 0.812 grammi   |